# ポリグラム
ポリグラム（PolyGram）は、オランダとドイツを本拠地とするレコード会社（後に本社をアメリカに移転）。

## 歴史
シーメンスの音楽部門とフィリップスの音楽部門の合併により1962年に誕生した。なおポリグラムという名称が使われるようになったのは1972年からである。
傘下の有力なレーベルには、マーキュリー・レコードやポリドール・レコードが存在した。1970年代から積極的にアメリカ進出を進め、ファンク、R&B、ロックのシングル、アルバムをヒットに導いた。さらにA&Mレコードやモータウンなどの有力な独立系レーベルの買収を進めることによって、1990年代中盤には巨大レコード会社となった。
1998年に、ユニバーサル ミュージックに吸収されている。

## 沿革
- 1941年　ドイツのシーメンスが、ドイツ・グラモフォンを買収
- 1950年　オランダのフィリップスが、のちにフィリップス・レコード（フォノグラム）となる音楽子会社・PPI（Philips Phonografische Industrie）を設立
- 1962年　フィリップスとシーメンスが、お互いの音楽子会社に相互出資して、グラモフォン・フィリップスグループ（GPG）を結成。
- 1972年　グラモフォンとフォノグラムが経営統合し、ポリグラムを設立
- 1980年　ポリグラムが、イギリスのデッカ・レコードを買収
- 1982年
  - 8月17日　同社の当時の西ドイツのハノーファー（ハノーバー）のランゲンハーゲンにある工場で、世界で初めてのCDソフト生産を開始[3]。
  - 10月15日　当時の西ドイツにて、CDソフトの発売を開始[3]。
- 1987年　シーメンスが音楽事業から撤退し、ポリグラムはフィリップスの完全子会社となる
- 1989年　ポリグラムがイギリスのアイランド・レコードを買収
- 1990年　ポリグラムがアメリカのA&Mレコード[注釈 1]を買収
- 1993年　ポリグラムがアメリカのモータウン[注釈 2]を買収
- 1998年　シーグラム（現：仏・ヴィヴェンディ）がポリグラムを買収、自身の所有するユニバーサル ミュージック（旧MCAレコード ← 米デッカ・レコード）と合併させる

## マーキュリーに在籍したミュージシャン
- バーケイズ[注釈 3]
- コン・ファンク・シャン
- キャメオ
- ボハノン[注釈 4]
- オハイオ・プレイヤーズ
- クール&ザ・ギャング
- ギャップ・バンド
- カーティス・ブロウ
- ロバート・クレイ
- ジェリー・バトラー
- デルズ
- BTO
- ロッド・スチュアート
- 10cc

## ポリドールに在籍したミュージシャン
- ジェームス・ブラウン
- アイザック・ヘイズ[注釈 5]
- マンドリル[注釈 6]
- ミリー・ジャクソン[注釈 7]
- レイ、グッドマン&ブラウン[注釈 8]
- アトランティック・スター
- リー・ドーシー
- ワイルド・マグノリアス
- グロリア・ゲイナー
- アトランタ・リズム・セクション
- エリック・クラプトン
- クリーム
- ジミ・ヘンドリックス
- ムーディ・ブルース
- バークレイ・ジェイムズ・ハーベスト
- コージー・パウエル
- ゴドレイ&クレーム

## 主なレーベル
- マーキュリー・レコード
- ポリドール・レコード
- デライト・レコード
- トータル・エクスペリエンス・レコード
- ドイツ・グラモフォン
- デッカ・レコード
  - デラム・レコード
- フィリップス・レコード
  - ヴァーティゴ
  - フォンタナ・レコード
  - 日本フォノグラム
- カサブランカ・レコード
- アイランド・レコード
- RSOレコード
- A&Mレコード
- モータウン
- デフジャム
- ヴァーヴ・レコード
  - ブランズウィック・レコード
  - エマーシー・レコード
  - インパルス!レコード
  - GRPレコード
  - コモドア・レコード
  - コーラル・レコード
  - ブルー・サム・レコード
  - デッカ・レコード（ジャズ部門のみ）
  - ヴァーヴ・フォアキャスト